# Appendicula leytensis
Appendicula leytensis är en orkidéart som beskrevs av Oakes Ames. Appendicula leytensis ingår i släktet Appendicula och familjen orkidéer. Inga underarter finns listade i Catalogue of Life.